# Demon (film 2015)
Demon – polsko-izraelski film grozy z 2015 roku w reżyserii Marcina Wrony, na motywach dramatu Przylgnięcie Piotra Rowickiego.

## Fabuła
Anglik polskiego pochodzenia Piotr zwany Pytonem przyjeżdża do Polski, gdzie w małym miasteczku zamierza ożenić się z Polką Żanetą – siostrą swojego przyjaciela Jasnego, z którym wspólnie pracował w Londynie – i przebudować stary wiejski dom, odziedziczony po jej dziadku. Piotr ledwie mówi po polsku, pamiętając go więcej od swojej babci niż z osobistych doświadczeń, a także poznał Żanetę przez internet, jednak zaskarbia sympatię przyszłego teścia, biznesmena Zygmunta. W przeddzień ślubu koparka odkrywa leżący w ziemi ludzki szkielet, jednak Piotr na razie zachowuje ten fakt dla siebie. Tej samej nocy słyszy niepokojący dziewczęcy chichot i dostrzega kobietę w ślubnej sukni..
Następnego dnia odbywa się wesele, jednak Piotr wciąż ma wizje kobiety w ślubnej sukni. Dostrzega wykopaną dziurę, gdzie znalazł szkielet mimo poleceń, by nic nie kopano bez jego zgody. Oskarża o to pracownika Zygmunta, z którym ma na pieńku, młodego chłopaka Ronalda. W końcu Zygmunt, Jasny i Ronaldo zostają wtajemniczeni w sprawę z ludzkimi szczątkami, jednak nie ma śladu po dziurze, zaś Zygmunt uważa, że to mógł być szkielet jednego z pochowanych psów dziadka. Piotr dowiaduje się od zaproszonego na ślub lekarza, że dom powstał już dawno, zanim dziadek Żanety się wprowadził. Piotr wraca do gości weselnych, by wygłosić przemówienie. Niespodziewanie wyjawia imię „Hana”. W czasie wesela duch zmarłej dziewczyny pojawia się wśród gości i wchodzi w ciało pana młodego. Piotr dostaje drgawek ku przerażeniu zgromadzonych.
Piotr zostaje zabrany do piwnicy, a Zygmunt udaje przed gośćmi, że jego zięć miał atak padaczki. Ronaldo przyciśnięty przez Żanetę wyjawia o szkielecie. Czując się oszukana Żaneta chce się rozmówić z mężem, ale nagle Piotr zaczyna mówić w języku jidysz. Żaneta przyprowadza nauczyciela żydowskiego pochodzenia i znajomego jej dziadka, Szymona Wentza. Opętany Piotr przedstawia się jako Hana. Okazuje się, że Wentz znał Hanę z czasów dzieciństwa. Była obiektem westchnień żydowskich młodzieńców, jednak ona wolała Polaka. Niedługo potem Hana zniknęła w tajemniczych okolicznościach. Spytana Hana uważa Piotra za swojego ukochanego. Wentz wnioskuje, że Hana stała się dybukiem i zawładnęła Piotrem, by dokończyć niewyjaśnione sprawy za życia. Zygmunt uważa to wszystko za nonsens i postanawia, że dopóki Piotr nie zostanie wyleczony, ślub powinno się anulować.
Żaneta domyślając się, że szkielet należał do Hany, decyduje się go wykopać. Liczy, że godny pochówek uspokoi duszę Hany. Niespodziewanie Ronaldo informuje, że Piotr zniknął. Żaneta jedzie z Wentzem po całej wsi, by odnaleźć zaginionego. W czasie poszukiwań Wentz wspomina czasy z młodości, kiedy przed II wojną światową miejscowość zamieszkana głównie przez Żydów i ubolewa nad przeminionym czasem. W międzyczasie Ronaldo zasypuje to co zaczęła Żaneta. Rankiem wesele się kończy, ale nie ma śladu po Piotrze. Ronaldo w tajemnicy zrzuca SUV należący do Piotra w wodę kamieniołomu. Wiejski dom zostaje zrównany z ziemią. Wśród zgliszczy jest przedwojenne zdjęcie, na którym Hana jest z mężczyzną wyglądającym jak Piotr.

## Obsada
- Itaj Tiran jako Piotr „Pyton”
- Agnieszka Żulewska jako Żaneta Jasińska
- Andrzej Grabowski jako Zygmunt Jasiński
- Tomasz Schuchardt jako „Jasny” Jasiński
- Tomasz Ziętek jako Ronaldo
- Maria Dębska jako Hana
- Adam Woronowicz jako lekarz
- Włodzimierz Press jako prof. Szymon Wentz
- Cezary Kosiński jako ksiądz
- Katarzyna Gniewkowska jako Zofia Jasińska
- Katarzyna Herman jako Gabryjelska
- Maja Barełkowska jako ciotka
- Piotr Domalewski jako wodzirej
- Stanisław Faliński jako stryj
- Ireneusz Kozioł jako wuj

## Nagrody i wyróżnienia
| Nagroda                                  | Kategoria                                                  | Nominowani                                                 | Wynik   | Źródło |
| ---------------------------------------- | ---------------------------------------------------------- | ---------------------------------------------------------- | ------- | ------ |
| Fantastic Fest w Austin                  | Najlepszy horror                                           | Marcin Wrona                                               | Wygrana | [ 3 ]  |
| Międzynarodowy Festiwal Filmowy w Hajfie | Najlepszy film w kategorii „Between Judaism and Israelism” | Najlepszy film w kategorii „Between Judaism and Israelism” | Wygrana | [ 4 ]  |